# Ralf-Günter Krolkiewicz
Ralf-Günter Krolkiewicz (* 1955 in Erfurt; † 5. Oktober 2008 in Phuket, Thailand) war ein deutscher Schauspieler, Regisseur, Intendant und Schriftsteller.

## Leben
Krolkiewicz besuchte bis 1972 die Polytechnische Oberschule und durchlief im Anschluss eine Ausbildung zum Elektronikfacharbeiter. Von 1976 bis 1979 studierte er Schauspiel und war nach Abschluss am Hans-Otto-Theater in Potsdam engagiert.
1984 wurde Krolkiewicz wegen seiner satirischen und staatskritischen Gedichte von der Stasi verhaftet und zu 18 Monaten Zuchthaus verurteilt. Die Erfahrung verarbeitete er in seinem Gefängnisbericht Hafthaus und kurz vor seinem Tod 2008 im Theaterstück Ich, Jeanne. Nach seiner Entlassung 1985 wurde er nach Westdeutschland abgeschoben. 
Krolkiewicz konnte im Westen seine Karriere als Schauspieler, Regisseur und Dramatiker fortsetzen und war unter anderem an Theatern in München, Augsburg und Esslingen tätig. 1996 kehrte er als Oberspielleiter an das Hans-Otto-Theater nach Potsdam zurück und übernahm von 1997 bis 2004 dessen Intendanz. 
2003 erkrankte Krolkiewicz an Parkinson. Seine letzten Lebensjahre verbrachte er in Bredow im Havelland und später in Thailand, wo er 2008 mit 52 Jahren verstarb.

## Auszeichnungen
- 2004: AutorenPreis des Heidelberger Stückemarkts für Sonst is alles wie immer
- 2005: Landespreis für Volkstheaterstücke für Herbertshof – 20 Szenen und ein altes Lied

## Prosa
- Hafthaus. Ein Bericht unter Verwendung authentischer Briefe. Wilhelmshors: Märkischer Verlag 2003, ISBN 3-931329-39-9.
- Nirgends ein Feuer mehr. Mit einem Nachwort von Joachim Walther. Frankfurt a. M.: Büchergilde Gutenberg 2006, ISBN 978-3-76325670-9

## Theaterstücke (Auswahl)
- sonst is alles wie immer
- da drüben is amerika
- paulradio
- mein taubentraum
- confused
- vergesst weimar!
- ich jeanne
- abu dhabi

## Filmografie
- 1981: Polizeiruf 110: Der Teufel hat den Schnaps gemacht (TV-Reihe)
- 1982: Das Fahrrad
- 1983: Der Bastard (TV-Reihe)
- 1984: Kaskade rückwärts
- 1984: Romeo und Julia auf dem Dorfe
- 1985: Besuch bei van Gogh
- 1993: Verkehrsgericht (Folge 35)